# Rino De Nobili
Rino De Nobili ou Rino De Nobili Di Vezzano (1er juin 1889, La Spezia - 10 décembre 1947, Lugano en Suisse), marquis de Vezzano Ligure, est un homme politique et diplomate italien.

## Biographie
Rino De Nobili est le fils du marquis Prospero De Nobili (1858-1945), député italien, sous-secrétaire d’État au Trésor et neveu de Giovanni Battista De Nobili; et d'Elisa Antonietta Hansen (morte en 1916). Son père se remarie en 1920 et a un deuxième enfant, Lila De Nobili. 
De par son père, Rino descend d'une famille aristocratique de Ligurie et il hérite du titre de marquis de Vezzano. Le marquisat de Vezzano comprenant alors les communes de Vezzano Ligure et de Beverino ainsi que les hameaux de Carpena et de Vesigna (tous deux à Riccò del Golfo di Spezia), de Montedivalli (à Podenzana) et de Ponzano (à Santo Stefano di Magra).
Rino obtient un diplôme en jurisprudence ce qui lui permet d'accéder au métier d'avocat auquel il préfère pourtant la carrière de diplomate. Le 24 mai 1924, il est élu député italien dans le cadre de la XXVIIe législature du royaume d'Italie. Le 21 janvier 1929, il imite l'homme politique antifasciste Carlo Sforza en se démettant de ses fonctions pour protester contre l'assassinat ayant eu lieu plusieurs années auparavant de Giacomo Matteotti, député socialiste, plus tard revendiqué par les fascistes et Benito Mussolini. L'homicide de Matteotti en juin 1924 est aujourd'hui considéré comme un des tournants majeurs du régime mussolinien vers une forme plus autoritaire de gouvernement.
Rino De Nobili épouse Elsa Nathan Berra, nièce d'Ernesto Nathan, maire de Rome de 1907 à 1913 et Grand-Maître du Grand Orient d'Italie de 1899 à 1917.
Membre du Parti d'action, parti italien de centre-gauche, il est par conséquent obligé de s'exiler par le régime fasciste et il émigre en Suisse, au début de la Seconde Guerre mondiale, où la famille de sa femme possède une propriété. Il accueille par ailleurs son père Prospero De Nobili, sa demi-sœur Lila De Nobili et sa belle-mère (une sœur du peintre français Marcel Vertès) dans cette même villa où il vit également. Celle-ci est située à Montagnola (ancienne commune faisant aujourd'hui partie de celle de Collina d'Oro) est se nomme la Villa Berra de Certenago ou Villa Berra-De Nobili. Pendant la période la plus intense de la guerre mondiale et l'apogée du régime fasciste en Italie, la villa de Rino devient un lieu de rencontre des principales personnalités italiennes antifascistes en exil tel que Ugo La Malfa, Ferruccio Parri et Leo Valiani. Parallèlement il entretient une correspondance avec Eugenio Balzan, journaliste antifasciste dont la fille sera à l'origine du prix Balzan.
Après la fin de la Seconde Guerre mondiale, il reprend sa carrière diplomatique en Italie et de 1943 à 1947, il est ambassadeur de l'Italie en Belgique en succédant à Giacomo Paolucci di Calboli et réside par conséquent à Bruxelles. Il rentre fréquemment en Suisse à Lugano où il décède le 10 décembre 1947, à l'âge de seulement 58 ans.

## Sources
- (it) « Rino De Nobili Di Vezzano », sur Parlamento italiano - Portale Storico (consulté le 9 février 2016).
- Prospero De Nobili protagonista non solo alla Spezia fra '800 e '900, L’Épice, Accademia Capellini (lire en ligne).
- (it) Renata Broggini, Eugenio Balzan - 1874-1953 : Una vita per il «Corriere», un lascito per l’umanità, Rizzoli (lire en ligne), p. 17.